# Hahót
Hahót is een plaats (község) en gemeente in het Hongaarse comitaat Zala. Hahót telt 1231 inwoners (2001).